# Дурнь
Дурнь (фр. Dourgne, окс. Dornha) — коммуна во Франции, находится в регионе Юг — Пиренеи. Департамент — Тарн. Входит в состав кантона кантона Ла-Монтань-Нуар. Округ коммуны — Кастр.
Код INSEE коммуны — 81081.

## География
Коммуна расположена приблизительно в 600 км к югу от Парижа, в 60 км восточнее Тулузы, в 50 км к югу от Альби.
По территории коммуны протекает небольшая река Тору.

## Климат
Климат умеренно-океанический. Зима мягкая и дождливая, лето жаркое с частыми грозами. Ветры довольно редки.

## Население
Население коммуны на 2010 год составляло 1287 человек.
| 1962 | 1968 | 1975 | 1982 | 1990 | 1999 | 2010 |
| ---- | ---- | ---- | ---- | ---- | ---- | ---- |
| 1409 | 1299 | 1250 | 1233 | 1211 | 1186 | 1287 |

## Администрация
| Период | Период | Фамилия     | Партия                  | Примечания          |
| ------ | ------ | ----------- | ----------------------- | ------------------- |
| 1983   | 1998   | Жорж Мазар  | Социалистическая партия | сенатор (1995—1998) |
| 1998   | 2001   | …           | …                       | …                   |
| 2001   | 2014   | Элен Азан   |                         |                     |
| 2014   | 2020   | Кристиан Ре |                         |                     |

## Экономика
В 2007 году среди 705 человек в трудоспособном возрасте (15—64 лет) 478 были экономически активными, 227 — неактивными (показатель активности — 67,8 %, в 1999 году было 69,8 %). Из 478 активных работали 430 человек (223 мужчины и 207 женщин), безработных было 48 (16 мужчин и 32 женщины). Среди 227 неактивных 53 человека были учениками или студентами, 77 — пенсионерами, 97 были неактивными по другим причинам.

## Фотогалерея
- Монастырь Ан-Калька
- Интерьер церкви монастыря Ан-Калька
- Статуя Девы Марии в монастыре Ан-Калька
- Церковь и фонтан
- Мэрия
- Карта коммуны